# お手長山古墳
お手長山古墳（おてながやまこふん）は、埼玉県深谷市の熊野古墳群内にある帆立貝形古墳である。

## 概要
- 墳丘長45メートル
- 後円部径22メートル・高さ3.5メートル
- 前方部幅17メートル・高さ3.5メートル
- 幅10メートルの周溝をもち、前方部を西に向けている。

1965年(昭和40年)に後円部南側から石室が発見され、須恵器提瓶や銅腕が出土したとの伝承がある。現在墳丘上に石室の石材らしき角閃石安山岩が散らばっている。1988年(昭和63年)に墳丘南側で発掘調査が行われ、周溝から土師器坏、須恵器甕、長頸瓶などが出土した。築造時期は6世紀末頃と考えられる。
1979年(昭和54年)4月1日付けで岡部町（当時）指定史跡に指定された。